# Tranebergs gård

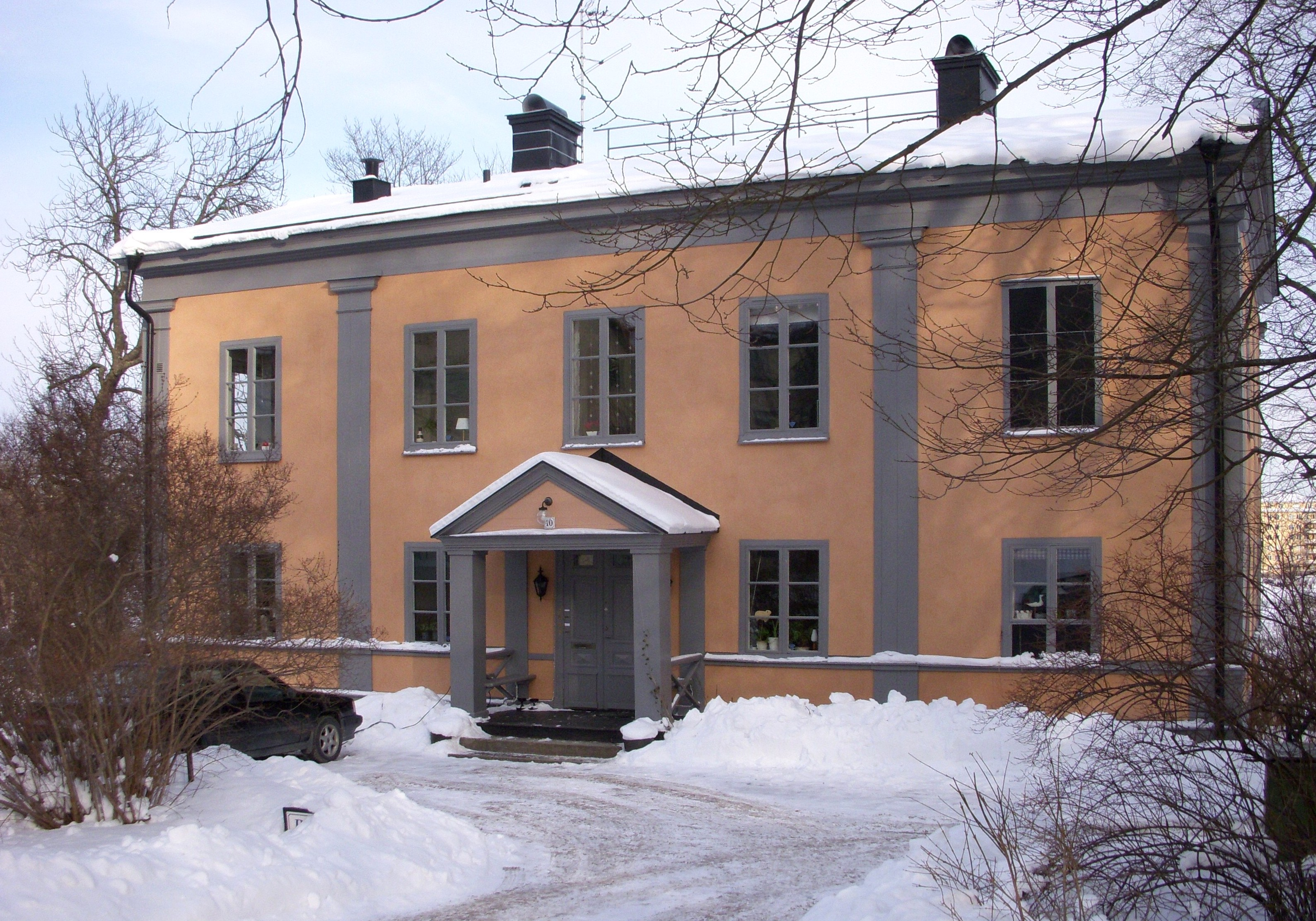
Tranebergs gård, huvudbyggnad, 2011.

Tranebergs gård är en historisk byggnad vid Svartviksvägen 10 i stadsdelen Traneberg i Bromma, västra Stockholm. Gården har anor från 1670-talet, då fanns ett torp för färjekarlen, som skulle sköta färjan över Tranebergssundet vid dagens Tranebergsbro. Ett färjkarlstorp, som troligen kom till på 1670-talet, är den äldsta kända bebyggelsen på platsen vid nuvarande Tranebergsgården 1. Bygget av nuvarande gårdsbyggnad började 1833, då krog- och värdshusrörelsen, som tidigare påbörjats vid torpet utvidgades. Torpet kallades då för Traneberg efter sin ägare Bengt Trana.
År 1904 köpte Stockholms stad gården och markområdet Traneberg. Idag är den privatbostad. Gårdsbyggnaden som uppfördes i början av 1800-talet är välbevarad och fastigheten är blåmärkt av Stadsmuseet i Stockholm, vilket innebär att den utgör "synnerligen höga kulturhistoriska värden". Däremot revs Guldsmedstorpet 1937 när hyreshusen i Traneberg började byggas.

## Historik

### Tranebergs krog

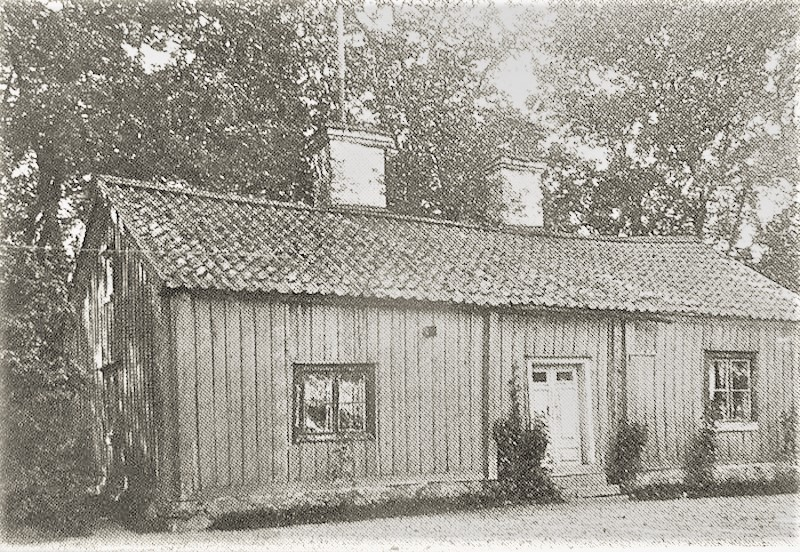
Guldsmedstorpet vid Tranebergssundet, foto troligen från 1910-talet. Torpet byggdes omkring år 1700 och revs 1937.

År 1722 omtalas det tidigare torpet för färjekarlen vid Tranebergssundet som Guldsmedstorpet, då guldsmeden Jörgen Letzlai var verksam där. Han arbetade åt herrskapet på Ulvsunda. 
Guldsmedstorpet var även benämnt Färjkarlstorpet, Färjartorpet, Ulvsunda färjetorp, senare Traneberg. Torpet byggdes troligen omkring år 1700, utifrån en datering i byggnadsstilen. Traneberg uppstod som färjkarlstorp troligen redan i slutet av 1670-talet (Åsunda färgestad 1677, Ålsunda Ferjestad 1701). Innan Tranebergs krog och Tranebergs gård etablerades på platsen låg här Guldsmedstorpet, det var en föregångare till krogen och gården. Guldsmedstorpet finns utsatt på kartor från 1743, 1789 och 1829. På 1720- och 30-talen drev Bengt Trana ett värdshus här vid stranden av Tranebergssundet.  Guldsmedstorpet låg väster om Svartviksvägen intill idrottsplatsen i Traneberg. Torpet kallades år 1833 för Traneberg. År 1937 revs det, då Svartviksvägen drogs fram. Men platsen, där torpet låg, berördes inte av något bygge och idag är det en gräsplan och ett stort avstånd till flerfamiljshusen.

### Tranebergs värdshus
Under 1720- och 30-talen hade traktören Bengt Trana servering och värdshus här, Trana var den som sedermera gav stadsdelen sitt namn. Bengt Trana med hustru Anna Gertrud kom 1729 till Guldsmedstorpet som arrendatorer och då utvidgades krog- och värdshusrörelsen, som tidigare påbörjats i torpet. Den etablerade serveringen och värdshuset blev sedermera känt som Tranebergs värdshus.
Värdshuset var ett utvärdshus, dit det kom människor sjövägen eller landvägen för att "äta gott, förfriska sig, dansa och förlusta sig". På krogen Guldsmedstorpet däremot rastade resenärer till och från Drottningholm och Lovö för att "ta igen sig ett slag, få en matbit och tömma ett glas, innan man fortsatte resan". Strax norr om gårdsplanen fanns fägården. Den markerar ställets lantbrukskaraktär. Ovanför Tranebergs mangårdsbyggnad låg de rödfärgade uthusen, stall, ladugård, tamhönahus och vagnsbod där uppe i backen. Fägården var troligen från 1700-talets senare hälft. Den var en fyrkant som var kringbyggd på tre sidor. Stället hade en rättare och en dräng. På gården fanns två hästar, tre kor, svin och höns. Råg och vete odlades. Gården hade eget tröskverk.

### Tranebergs gård

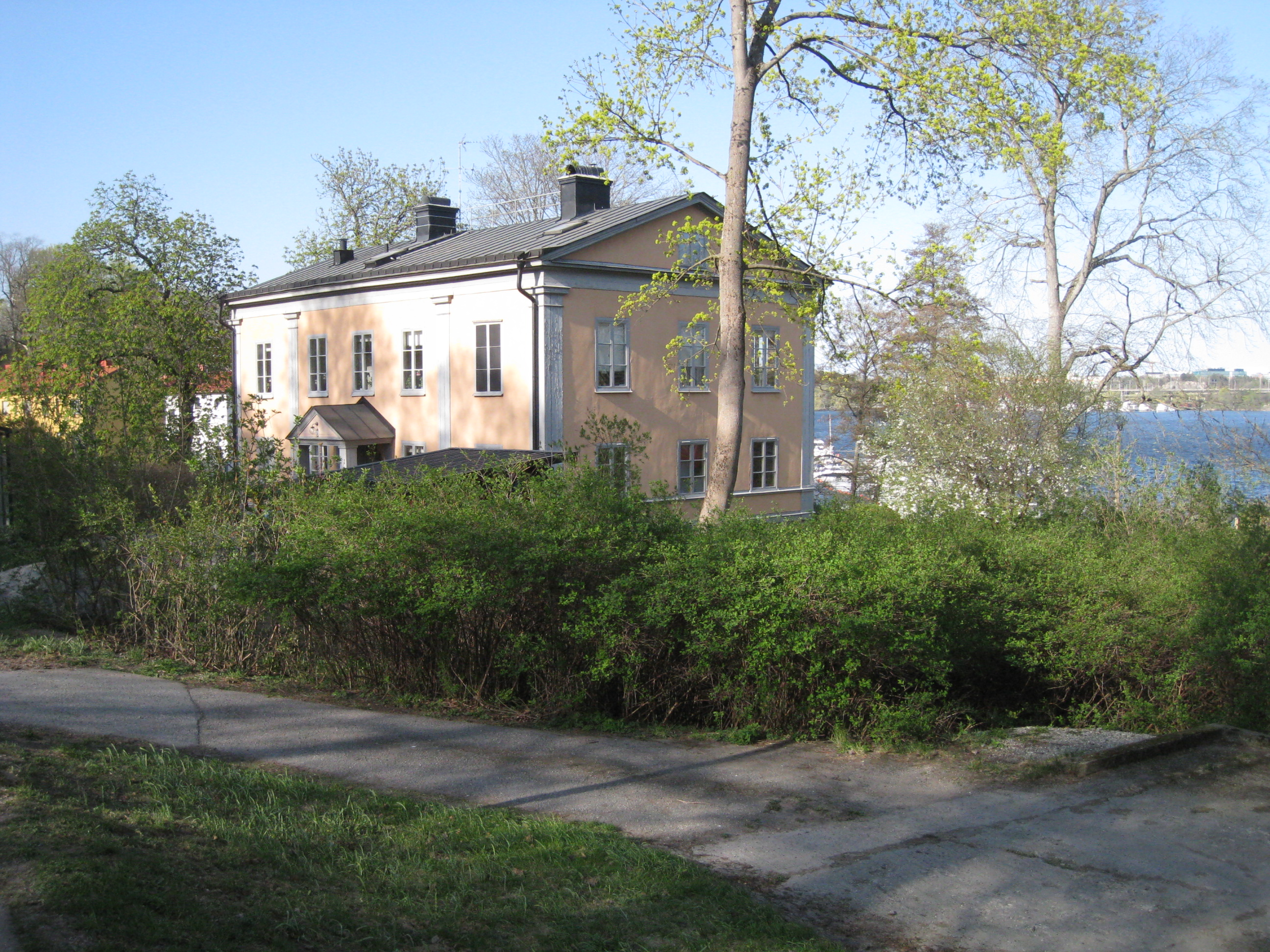
Tranebergs gård, 2019.

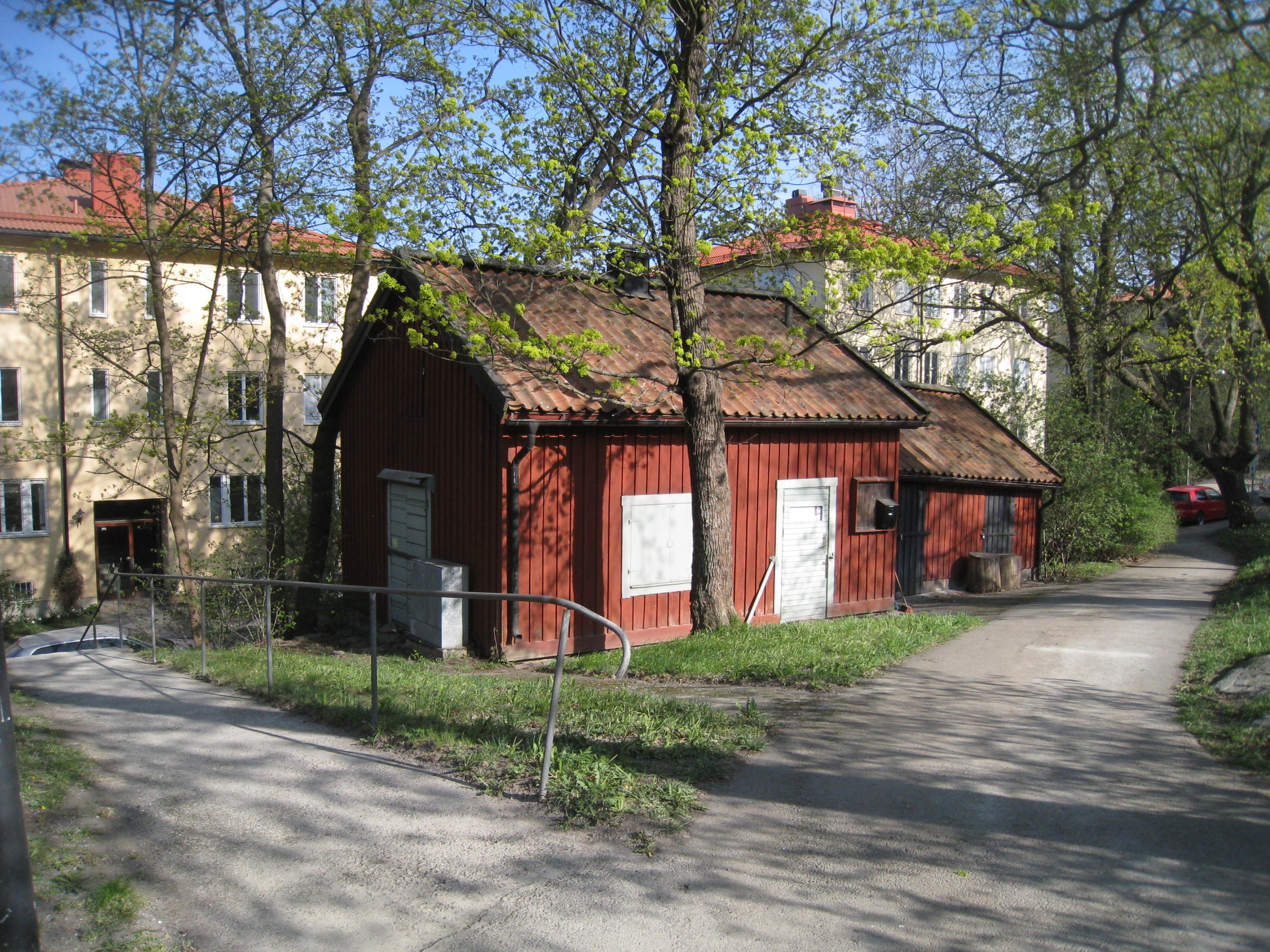
De kvarvarande byggnaderna av Bengt Tranas värdshus, mangel- och vedboden vid Svartviksvägen, 2019.

Nuvarande byggnad tillkom i början av 1800-talet och uppfördes i empirstil. Det är dock oklart om nuvarande byggnad blev helt nybyggd på den gamla grunden eller om det rör sig om en ombyggnad av det äldre huset. Ett antal ekonomibyggnader hörde också till egendomen.
År 1810 förvärvade skeppshandlaren och borgaren (stadsmajoren) Abraham Keyser (även stavat Keijser) (1745-1811) Traneberg, som då avstyckades från Ulvsunda säteri. Han hade då redan 1798 låtit bygga sitt sommarnöje, Johannelunds gård, i närheten. Även Johannelunds gård låg under Ulvsunda säteri. Från år 1817 arrenderades Tranebergs gård ut som jordbruksfastighet efter Keysers död och värdshusrörelsen lades ned. Byggnaden hyrdes då ut som sommarnöje.
Abraham Keyser arrenderade ett större markområde norr om Tranebergsbrons brofäste. I detta område ingick Traneberg med värdshus. År 1798 uppförde Abraham Keyser, som ovan nämnts, Johannelunds gård vid Ulvsundasjön i norra Traneberg. År 1809 lät Keyser anlägga Svartviksvägen och 1810 köpte han hela det markområde som senare kom att uppdelas i Traneberg, Svartvik (det som idag är Sandvik och Minneberg) och Johannelund.
År 1817 utarrenderades Traneberg till pedagogen och läroboksförfattaren Carl Fineman. Tranebergs gård såldes till urmakaren E. Engelbrechten, som bodde i Gamla stan, år 1831, när Abraham Keysers änka dog. Senare under 1800-talet ägdes Tranebergs gård av regementsläkaren Carl J. Sandahl. Han hade Traneberg som sommarbostad, då var det ett "fullständigt lantbruk i miniatyr". Enligt Axel Andersson var Sandahl en "fin och försynt man och hjälpsam mot fattiga". Han var också förmögen. Sandahl dog 1888 och änkan avled 1895. Arvingarna sålde gården till Stockholms stad 1904. Då var huvudbyggnaden ett gulputsat tvåvåningshus i empirstil.

## Gården under 1900-talet

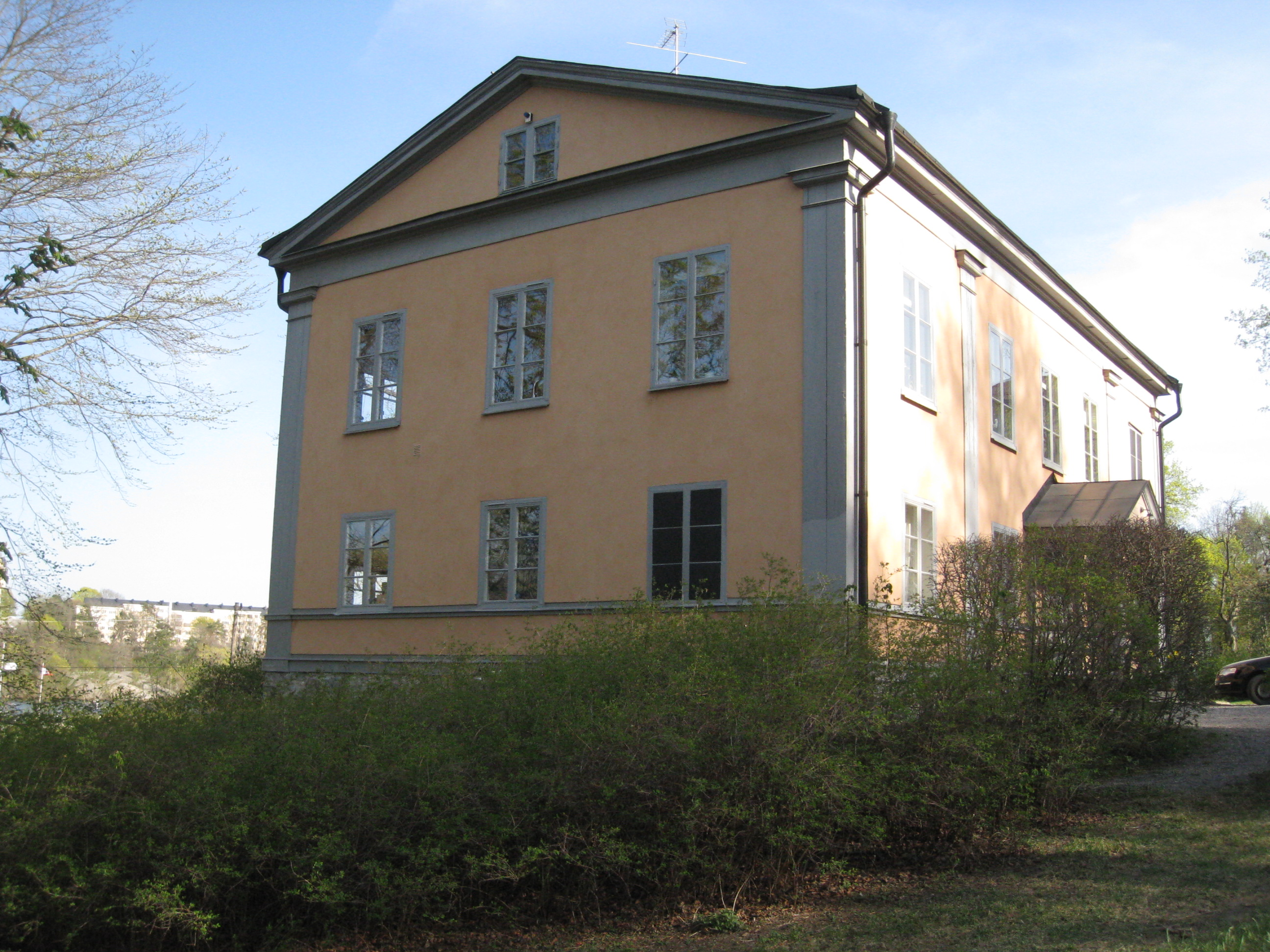
Tranebergs gårds mangårdsbyggnad från norr, 2019.

Den ännu bevarade gårdsbyggnaden uppfördes vid början av 1800-talet. Egendomen såldes vidare och hade ett flertal ägare fram till 1904, då Traneberg med tillhörande gård köptes av Stockholms stad. Området ingick i ett större markförvärv i Bromma tillsammans med Ulvsunda och Åkeshovs slott vilket skulle bli stadens markreserv för framtida bostadsexpansion (se Trädgårdsstäder i Stockholm). Huset beboddes fram till 1930-talet.
Staden köpte således gården redan 1904, men då marken inte kunde användas för "trädgårdsstadsbebyggelse" dröjde det till 1931 innan området exploaterades. Traneberg blev det första området utanför de gamla tullarna som bebyggdes med den då nya typen av trevånings smalhus. De norra delarna av Tranebergs stadsdel  bebyggdes först under 1930-talets sista år. Industrier av olika slag uppstod tidigt inom den nuvarande stadsdelen. Tranebergsgården ligger vid Svartviksvägen 10. Under 1800-talet låg här ett flertal fabriker och senare uppstod en mångfald småindustriella verksamheter inom området. Industribyggnaderna är numera rivna och här ligger istället bostadsområdet Minneberg. Svartviksvägen, som fick sitt namn 1937 och går från Tranebergsvägen, förbi Tranebergs gård och fortsätter i en slinga, Svartviksslingan, som fick sitt namn 1981, genom Minnebergsområdet. Öster om Tranebergs gård gick tidigare Tranebergs Strand, som fick sitt namn 1936, fram till korsningen vid Svartviksvägen. Vägen, som löper parallellt med Svartviksvägen utmed vattnet norr om Tranebergsbron har nu ändrat namn och heter Bengt Tranas väg efter att han från 1729 drev ett värdshus här.
När Tranebergs smalhusbebyggelse uppfördes mellan 1934 och 1938 revs flera byggnader som tillhörde Tranebergs gård. Bland annat revs 1937 Guldsmedstorpet, som hade anor från 1700-talet. Det som bevarades var själva gården med den nuvarande huvudbyggnaden tillsammans med en mindre rödmålad bod, som tillhörde gården, cirka 35 meter sydväst om huvudbyggnaden. Alla andra byggnader revs i mitten av 1930-talet. Från 1947 disponerade barnavårdsnämnden gården och sedan användes den för olika former av ungdomshem. På 1950-talet blev det en ungdomsgård och på 1960-talet upptagningshem för flickor. Alla förändringar har bland annat lett till att de flesta kakelugnar har rivits och att en del originalsnickerier försvann. Planlösningen överensstämmer inte heller längre med ursprungsgårdens. 2001 sålde dåvarande ägaren Stockholms läns landsting byggnaden till en privatperson.